# Hans-Joachim Otto
Hans-Joachim Otto, né le 30 octobre 1952 à Heidelberg, est un homme politique allemand membre du Parti libéral-démocrate (FDP).
Fondateur, en 1980, et premier président fédéral, jusqu'en 1983, des Jeunes libéraux (JuLis), il siège à plusieurs reprises au sein du comité directeur fédéral du FDP, et est élu député au Landtag de Hesse en 1983. En 1990, il entre au Bundestag, dont il préside la commission de la Culture entre 2005 et 2009. Cette année-là, il est nommé secrétaire d'État parlementaire du ministère fédéral de l'Économie d'Allemagne, à la suite de la formation d'une coalition noire-jaune, sous la direction du ministre Rainer Brüderle.

## Éléments personnels

### Formation et carrière
Après avoir passé son Abitur à Heidelberg en 1971, il entreprend des études supérieures de droit à l'université de Heidelberg. Il les poursuit à l'université de Munich, et les achève à l'université Johann Wolfgang Goethe de Francfort-sur-le-Main en 1977, par l'obtention de son premier diplôme juridique d'État. Il accomplit alors sa période de stage obligatoire, et décroche son second diplôme juridique d'État trois ans plus tard.
Il commence aussitôt à travailler comme associé de recherche à l'université de Francfort, puis devient, en 1984, associé au sein d'un cabinet d'avocats et de notaires de Francfort-sur-le-Main, se spécialisant alors dans le droit commercial, le droit des successions et le droit des médias.

## Activité politique

### Carrière militante
Il adhère au Parti libéral-démocrate (FDP) en 1977, à l'âge de 25 ans. Trois ans plus tard, il participe à la fondation des Jeunes libéraux (JuLis), dont il est élu premier président fédéral lors du congrès fondateur de novembre 1980, à Bad Godesberg. Il entre au comité directeur fédéral du FDP en 1982, et cède l'année suivante la direction des JuLis à Guido Westerwelle, après avoir fait de l'organisation le mouvement de jeunesse officiel du parti libéral, en remplacement des Jeunes Démocrates (de).
Il quitte le comité directeur fédéral du FDP en 1988, y revient de 1990 à 1995, et de nouveau depuis mai 2005. Lors du congrès fédéral de 1988, il aurait dû être élu secrétaire général du parti, si Irmgard Schwaetzer en avait pris la tête. En 1992, il est porté à la présidence du comité du FDP chargé des médias et d'Internet, puis de la fédération du parti dans la région Rhin-Main trois ans plus tard.

### Parcours institutionnel
Il est élu député au Landtag de Hesse lors des élections de 1983, et le quitte à la fin de son mandat de quatre ans. En 1990, il devient député fédéral de Hesse au Bundestag, un mandat qu'il exerce jusqu'en 1994, et à nouveau depuis 1998. Élu au conseil municipal de Francfort-sur-le-Main entre 1997 et 1999, il est porte-parole du groupe FDP au Bundestag pour les médias et la culture de 1998 à 2005, puis président de la commission parlementaire de la Culture et des Médias durant quatre ans à compter de 2005.
Le 29 octobre 2009, Hans-Joachim Otto est nommé secrétaire d'État parlementaire du ministère fédéral de l'Économie et de la Technologie d'Allemagne sous la direction de Rainer Brüderle, dans le cadre de la nouvelle coalition noire-jaune d'Angela Merkel.